# 데이비드 니카
데이비드 키어런 니카(영어: David Kieran Nyika, 1995년 8월 7일~)은 뉴질랜드의 권투 선수이다. 2020년 하계 올림픽 남자 헤비급에서 동메달을 획득했다.

## 개인사
형인 조슈아 니카도 권투 선수이다.